# 메트로 (디자인 언어)
메트로(Metro)는 마이크로소프트가 타이포그래피 기반의 디자인 언어의 내부 코드명이다. 마이크로소프트 내부적으로는 법적 문제로 인해 임시적으로 '모던 UI'(Modern UI)라는 용어를 사용 중이다. 윈도우 10이 레드스톤 2까지는 메트로였는데 레드스톤 3부터 플루언트 디자인으로 바뀌었다.
마이크로소프트 엔카르타 95에서 타이포그래피와 같은 메트로 원칙을 초기에 이용한 적이 있고 나중에는 윈도우 미디어 센터와 준과 같은 제품에까지 발전하였다. 오늘날 메트로의 원칙은 마이크로소프트의 모바일 운영 체제인 윈도우 폰, 윈도우 8, 윈도우 10 등에 적용된다.

## 원칙
메트로 디자인 언어는 여러 그룹의 공통 작업들을 통합하여 이용 속도를 빠르게 하기 위해 설계되었다. 과도한 그래픽을 제외하는 대신 실제 콘텐츠를 주 UI에 의지하게 함으로써 수행한다. 내부적으로 마이크로소프트는 메트로 디자인 언어의 핵심이 되는 원칙들을 나열해 놓았다. 애니메이션은 누르기와 같은 사용자 반응, 그리고 전환 효과와 더불어 큰 부분을 차지한다. 사용자에게 이 UI가 살아있고 반응적이라는 인상을 주려는 것이 목적이다.

## 사진

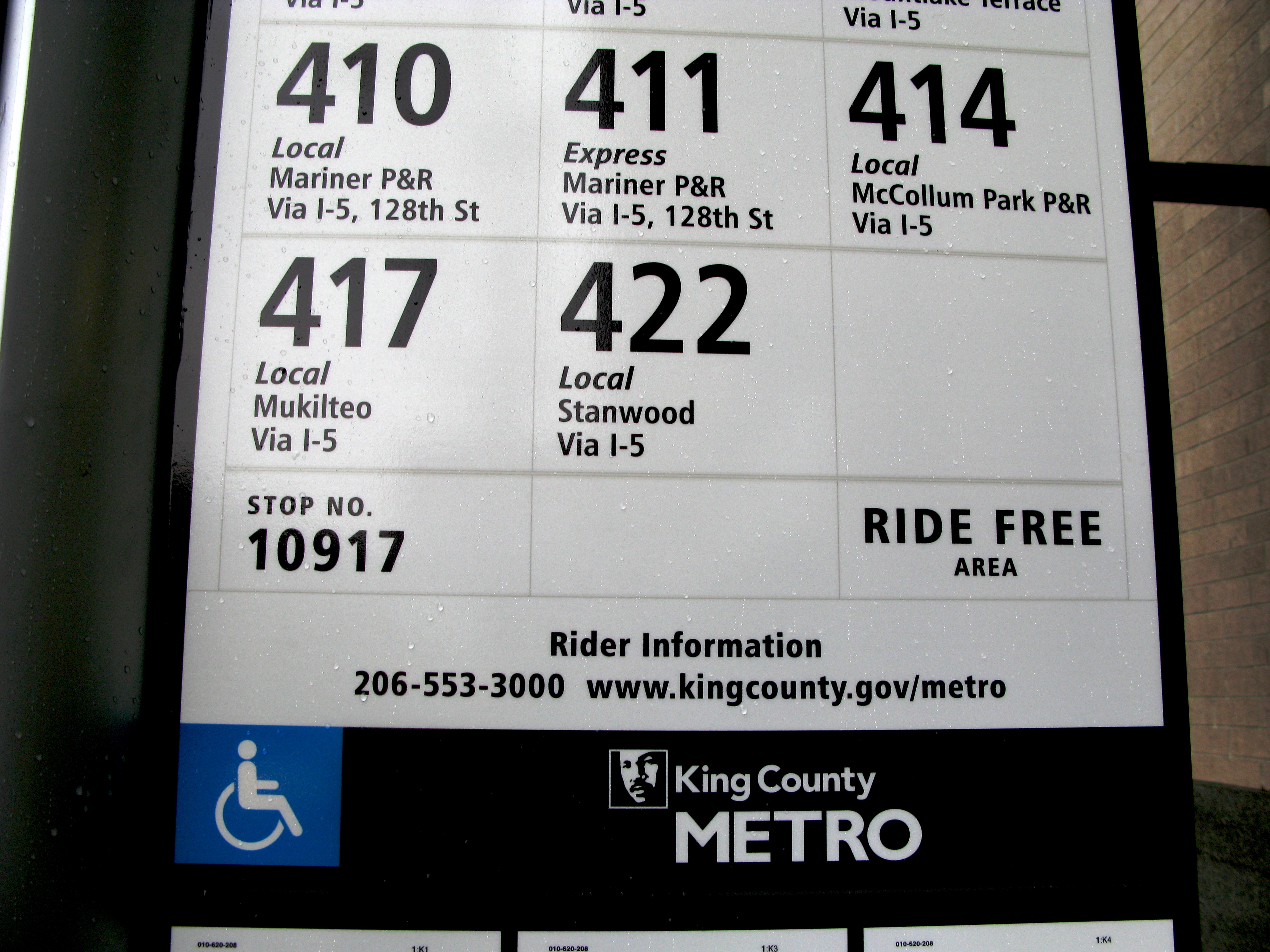
킹 카운티 메트로 공항과 메트로 표지판에서 가독성과 깨끗함의 영감을 얻었다.

## 같이 보기
- 플랫 디자인
- 윈도우 에어로
- 유니버설 윈도우 플랫폼 앱